# Interlands Maltees voetbalelftal 2000-2009
Deze pagina toont een chronologisch en gedetailleerd overzicht van de interlands die het Maltees voetbalelftal speelde in de periode 2000 – 2009.

## Interlands

### 2000
|                                                       |                                               |       |       |                                                                                  |
| 20 januari Vriendschappelijk № 218 «onderlinge duels» | Malta                                         | 2 – 0 | Qatar | Ta' Qali Stadium, Ta' Qali Toeschouwers: 1.725 Scheidsrechter: Ferid Sahli (TUN) |
| 20 januari Vriendschappelijk № 218 «onderlinge duels» | David Carabott 39' (pen.) Carmel Busuttil 48' |       |       | Ta' Qali Stadium, Ta' Qali Toeschouwers: 1.725 Scheidsrechter: Ferid Sahli (TUN) |

|                                                    |                                                               |       |              |                                                                                   |
| 6 februari Malta Toernooi № 219 «onderlinge duels» | Malta                                                         | 3 – 0 | Azerbeidzjan | Ta' Qali Stadium, Ta' Qali Toeschouwers: 1.000 Scheidsrechter: Bujar Pregja (ALB) |
| 6 februari Malta Toernooi № 219 «onderlinge duels» | John Buttigieg 31' Gilbert Agius 55' Gilbert Agius 90' (pen.) |       |              | Ta' Qali Stadium, Ta' Qali Toeschouwers: 1.000 Scheidsrechter: Bujar Pregja (ALB) |

|                                                    |                   |       |                  |                                                                                   |
| 8 februari Malta Toernooi № 220 «onderlinge duels» | Malta             | 1 – 1 | Andorra          | Ta' Qali Stadium, Ta' Qali Toeschouwers: 4.000 Scheidsrechter: Bujar Pregja (ALB) |
| 8 februari Malta Toernooi № 220 «onderlinge duels» | George Mallia 15' |       | 2' Óscar Sonejee | Ta' Qali Stadium, Ta' Qali Toeschouwers: 4.000 Scheidsrechter: Bujar Pregja (ALB) |

|                                                     |       |                     |         |                                                                                      |
| 10 februari Malta Toernooi № 221 «onderlinge duels» | Malta | 0 – 1               | Albanië | Ta' Qali Stadium, Ta' Qali Toeschouwers: 5.000 Scheidsrechter: Khagani Mamedov (AZE) |
| 10 februari Malta Toernooi № 221 «onderlinge duels» |       | 54' Vioresin Sinani |         | Ta' Qali Stadium, Ta' Qali Toeschouwers: 5.000 Scheidsrechter: Khagani Mamedov (AZE) |

|                                                     |       |                                                           |               |                                                                                      |
| 28 maart Vriendschappelijk № 222 «onderlinge duels» | Malta | 0 – 3                                                     | Noord-Ierland | Ta' Qali Stadium, Ta' Qali Toeschouwers: 956 Scheidsrechter: Massimo De Santis (ITA) |
| 28 maart Vriendschappelijk № 222 «onderlinge duels» |       | 14' (pen.) Michael Hughes 16' James Quinn 41' David Healy |               | Ta' Qali Stadium, Ta' Qali Toeschouwers: 956 Scheidsrechter: Massimo De Santis (ITA) |

|                                                   |       |                    |             |                                                                                 |
| 28 mei Vriendschappelijk № 223 «onderlinge duels» | Malta | 0 – 1              | Zuid-Afrika | Ta' Qali Stadium, Ta' Qali Toeschouwers: 1.500 Scheidsrechter: Steve Dunn (ENG) |
| 28 mei Vriendschappelijk № 223 «onderlinge duels» |       | 89' Thabo Mngomeni |             | Ta' Qali Stadium, Ta' Qali Toeschouwers: 1.500 Scheidsrechter: Steve Dunn (ENG) |

|                                                             |                           |       |                                   |                                                                                       |
| 3 juni Vriendschappelijk № 224 «onderlinge duels» 16:00 uur | Malta                     | 1 – 2 | Engeland                          | Ta' Qali Stadium, Ta' Qali Toeschouwers: 10.023 Scheidsrechter: Stefano Braschi (ITA) |
| 3 juni Vriendschappelijk № 224 «onderlinge duels» 16:00 uur | Richard Wright 29' (e.d.) |       | 22' Martin Keown 74' Emile Heskey | Ta' Qali Stadium, Ta' Qali Toeschouwers: 10.023 Scheidsrechter: Stefano Braschi (ITA) |

|                                                    | |       |       |                                                                                        |
| 27 juli Vriendschappelijk № 225 «onderlinge duels» | IJsland | 5 – 0 | Malta | Laugardalsvöllur, Reykjavík Toeschouwers: 2.390 Scheidsrechter: Knud Erik Fisker (DEN) |
| 27 juli Vriendschappelijk № 225 «onderlinge duels» | Eyjoflur Sverrisson 28' Helgi Sigurdsson 44' Heidar Helgusson 28' Helgi Sigurdsson 56' (pen.) Helgi Sigurdsson 78' |       |       | Laugardalsvöllur, Reykjavík Toeschouwers: 2.390 Scheidsrechter: Knud Erik Fisker (DEN) |

|                                                        |                      |       |       |                                                                                       |
| 16 augustus Vriendschappelijk № 226 «onderlinge duels» | Moldavië             | 1 – 0 | Malta | Stadionul Republican, Chisinau Toeschouwers: 7.000 Scheidsrechter: Asim Khudiev (AZE) |
| 16 augustus Vriendschappelijk № 226 «onderlinge duels» | Serghei Rogaciov 45' |       |       | Stadionul Republican, Chisinau Toeschouwers: 7.000 Scheidsrechter: Asim Khudiev (AZE) |

|                                                                |               |       |       |                                                                                |
| 2 september WK-kwalificatie № 227 «onderlinge duels» 15:00 uur | Noord-Ierland | 1 – 0 | Malta | Windsor Park, Belfast Toeschouwers: 8.227 Scheidsrechter: Taras Bezubiak (RUS) |
| 2 september WK-kwalificatie № 227 «onderlinge duels» 15:00 uur | Phil Gray 45' |       |       | Windsor Park, Belfast Toeschouwers: 8.227 Scheidsrechter: Taras Bezubiak (RUS) |

|                                                              |                                                           |       |       |                                                                                    |
| 7 oktober WK-kwalificatie № 228 «onderlinge duels» 18:30 uur | Bulgarije                                                 | 3 – 0 | Malta | Vasil Levski Stadion, Sofia Toeschouwers: 4.000 Scheidsrechter: Jamal Kaldja (BIH) |
| 7 oktober WK-kwalificatie № 228 «onderlinge duels» 18:30 uur | Georgi Ivanov 39' Georgi Ivanov 65' Svetoslav Todorov 90' |       |       | Vasil Levski Stadion, Sofia Toeschouwers: 4.000 Scheidsrechter: Jamal Kaldja (BIH) |

|                                                               |       |       |          |                                                                                   |
| 11 oktober WK-kwalificatie № 229 «onderlinge duels» 18:00 uur | Malta | 0 – 0 | Tsjechië | Ta' Qali Stadium, Ta' Qali Toeschouwers: 1.500 Scheidsrechter: Željko Širić (CRO) |
| 11 oktober WK-kwalificatie № 229 «onderlinge duels» 18:00 uur |       |       |          | Ta' Qali Stadium, Ta' Qali Toeschouwers: 1.500 Scheidsrechter: Željko Širić (CRO) |

|                                                        |                                                   |       |       |                                                                                       |
| 15 november Vriendschappelijk № 230 «onderlinge duels» | Albanië                                           | 3 – 0 | Malta | Qemal Stafastadion, Tirana Toeschouwers: 2.000 Scheidsrechter: Delce Jakimovski (MKD) |
| 15 november Vriendschappelijk № 230 «onderlinge duels» | Rudi Vata 45' Erjon Bogdani 70' Erjon Bogdani 90' |       |       | Qemal Stafastadion, Tirana Toeschouwers: 2.000 Scheidsrechter: Delce Jakimovski (MKD) |

### 2001
|                                     |       |                                                         |        |                                                                                       |
| 28 februari Vriendschappelijk № 231 | Malta | 0 – 3                                                   | Zweden | Ta' Qali Stadium, Ta' Qali Toeschouwers: 1.500 Scheidsrechter: Cosimo Bolognino (ITA) |
| 28 februari Vriendschappelijk № 231 |       | 30' Karl Corneliusson 41' Henrik Larsson 77' Håkan Mild |        | Ta' Qali Stadium, Ta' Qali Toeschouwers: 1.500 Scheidsrechter: Cosimo Bolognino (ITA) |

|                                          |       |                                                                           |            |                                                                                     |
| 24 maart WK-kwalificatie № 232 20:00 uur | Malta | 0 – 5                                                                     | Denemarken | Ta' Qali Stadium, Ta' Qali Toeschouwers: 2.500 Scheidsrechter: Thomas McCurry (SCO) |
| 24 maart WK-kwalificatie № 232 20:00 uur |       | 8' Ebbe Sand 50' Jan Heintze 63' Ebbe Sand 76' Claus Jensen 80' Ebbe Sand |            | Ta' Qali Stadium, Ta' Qali Toeschouwers: 2.500 Scheidsrechter: Thomas McCurry (SCO) |

|                                          |                    |       |                                                                                          |                                                                                       |
| 25 april WK-kwalificatie № 233 19:00 uur | Malta              | 1 – 4 | IJsland                                                                                  | Ta' Qali Stadium, Ta' Qali Toeschouwers: 2.800 Scheidsrechter: Constantin Zotta (ROM) |
| 25 april WK-kwalificatie № 233 19:00 uur | Michael Mifsud 14' |       | 42' Tryggvi Gudmundsson 45' Helgi Sigurdsson 83' Eiður Guðjohnsen 90' Thordur Gudjonsson | Ta' Qali Stadium, Ta' Qali Toeschouwers: 2.800 Scheidsrechter: Constantin Zotta (ROM) |

|                                        |                                                                   |       |       |                                                                                    |
| 2 juni WK-kwalificatie № 234 16:00 uur | IJsland                                                           | 3 – 0 | Malta | Laugardalsvöllur, Reykjavík Toeschouwers: 3.554 Scheidsrechter: Roman Lajuks (LAT) |
| 2 juni WK-kwalificatie № 234 16:00 uur | Tryggvi Gudmundsson 7' Rikhardur Dadason 38' Eiður Guðjohnsen 68' |       |       | Laugardalsvöllur, Reykjavík Toeschouwers: 3.554 Scheidsrechter: Roman Lajuks (LAT) |

|                                        |                             |       |                  |                                                                              |
| 6 juni WK-kwalificatie № 235 19:15 uur | Denemarken                  | 2 – 1 | Malta            | Parken, Kopenhagen Toeschouwers: 38.499 Scheidsrechter: Sergei Shmolik (BLR) |
| 6 juni WK-kwalificatie № 235 19:15 uur | Ebbe Sand 43' Ebbe Sand 83' |       | 8' George Mallia | Parken, Kopenhagen Toeschouwers: 38.499 Scheidsrechter: Sergei Shmolik (BLR) |

|                                     |                                   |       |       |                                                                                     |
| 15 augustus Vriendschappelijk № 236 | Bosnië en Herzegovina             | 2 – 0 | Malta | Stadion Grbavica, Sarajevo Toeschouwers: 4.000 Scheidsrechter: Attila Abraham (HUN) |
| 15 augustus Vriendschappelijk № 236 | Elvir Baljić 17' Elvir Baljić 44' |       |       | Stadion Grbavica, Sarajevo Toeschouwers: 4.000 Scheidsrechter: Attila Abraham (HUN) |

|                                             |       |                                           |           |                                                                                      |
| 1 september WK-kwalificatie № 237 20:00 uur | Malta | 0 – 2                                     | Bulgarije | Ta' Qali Stadium, Ta' Qali Toeschouwers: 3.000 Scheidsrechter: Hartmut Strampe (GER) |
| 1 september WK-kwalificatie № 237 20:00 uur |       | 60' Dimitar Berbatov 70' Dimitar Berbatov |           | Ta' Qali Stadium, Ta' Qali Toeschouwers: 3.000 Scheidsrechter: Hartmut Strampe (GER) |

|                                                                |                                                             |       |                                             |                                                                                  |
| 5 september WK-kwalificatie № 238 «onderlinge duels» 17:00 uur | Tsjechië                                                    | 3 – 2 | Malta                                       | Na Stínadlech, Teplice Toeschouwers: 9.218 Scheidsrechter: Khagani Mamedov (AZE) |
| 5 september WK-kwalificatie № 238 «onderlinge duels» 17:00 uur | Marek Jankulovski 20' Vratislav Lokvenc 37' Milan Baroš 68' |       | 22' (pen.) David Carabott 55' Gilbert Agius | Na Stínadlech, Teplice Toeschouwers: 9.218 Scheidsrechter: Khagani Mamedov (AZE) |

|                                           |       |                        |               |                                                                                             |
| 6 oktober WK-kwalificatie № 239 18:30 uur | Malta | 0 – 1                  | Noord-Ierland | Ta' Qali Stadium, Ta' Qali Toeschouwers: 1.778 Scheidsrechter: Manfred Schüttengruber (AUT) |
| 6 oktober WK-kwalificatie № 239 18:30 uur |       | 58' (pen.) David Healy |               | Ta' Qali Stadium, Ta' Qali Toeschouwers: 1.778 Scheidsrechter: Manfred Schüttengruber (AUT) |

|                                               |                                              |       |                   |                                                                                      |
| 14 november Vriendschappelijk № 240 19:00 uur | Malta                                        | 2 – 1 | Canada            | Hibernians Ground, Paola Toeschouwers: 1.000 Scheidsrechter: Massimo De Santis (ITA) |
| 14 november Vriendschappelijk № 240 19:00 uur | David Carabott 33' (pen.) Michael Mifsud 75' |       | 43' Paul Stalteri | Hibernians Ground, Paola Toeschouwers: 1.000 Scheidsrechter: Massimo De Santis (ITA) |

### 2002
|                                 |                                    |       |                       |                                                                                       |
| 9 februari Malta Toernooi № 241 | Malta                              | 2 – 1 | Jordanië              | Ta' Qali Stadium, Ta' Qali Toeschouwers: 1.500 Scheidsrechter: Vladimir Antonov (RUS) |
| 9 februari Malta Toernooi № 241 | Michael Mifsud 35' Joe Brincat 62' |       | 58' Abdallah Abuzeaia | Ta' Qali Stadium, Ta' Qali Toeschouwers: 1.500 Scheidsrechter: Vladimir Antonov (RUS) |

|                                  |                   |       |                  |                                                                                     |
| 11 februari Malta Toernooi № 242 | Malta             | 1 – 1 | Litouwen         | Ta' Qali Stadium, Ta' Qali Toeschouwers: 1.600 Scheidsrechter: Ismail Al Hafi (JOR) |
| 11 februari Malta Toernooi № 242 | Gilbert Agius 51' |       | 33' Ignas Dedura | Ta' Qali Stadium, Ta' Qali Toeschouwers: 1.600 Scheidsrechter: Ismail Al Hafi (JOR) |

|                                  |                                                        |       |          |                                                                                      |
| 13 februari Malta Toernooi № 243 | Malta                                                  | 3 – 0 | Moldavië | Ta' Qali Stadium, Ta' Qali Toeschouwers: 3.000 Scheidsrechter: Darius Miezelis (LTU) |
| 13 februari Malta Toernooi № 243 | George Mallia 35' George Mallia 54' Michael Mifsud 90' |       |          | Ta' Qali Stadium, Ta' Qali Toeschouwers: 3.000 Scheidsrechter: Darius Miezelis (LTU) |

|                                  |                   |       |                   |                                                                                       |
| 27 maart Vriendschappelijk № 244 | Malta             | 1 – 1 | Moldavië          | Ta' Qali Stadium, Ta' Qali Toeschouwers: 1.000 Scheidsrechter: Stefano Podeschi (SMR) |
| 27 maart Vriendschappelijk № 244 | Daniel Theuma 87' |       | 78' Idelfons Lima | Ta' Qali Stadium, Ta' Qali Toeschouwers: 1.000 Scheidsrechter: Stefano Podeschi (SMR) |

|                                  |                    |       |              |                                                                                       |
| 17 april Vriendschappelijk № 245 | Malta              | 1 – 0 | Azerbeidzjan | Ta' Qali Stadium, Ta' Qali Toeschouwers: 2.000 Scheidsrechter: Roberto Rossetti (ITA) |
| 17 april Vriendschappelijk № 245 | Michael Mifsud 55' |       |              | Ta' Qali Stadium, Ta' Qali Toeschouwers: 2.000 Scheidsrechter: Roberto Rossetti (ITA) |

|                                                        |                                                                                       |       |       |                                                                                    |
| 21 augustus Vriendschappelijk № 246 «onderlinge duels» | Macedonië                                                                             | 5 – 0 | Malta | Philip II Arena, Skopje Toeschouwers: 7.000 Scheidsrechter: Alojzije Šupraha (CRO) |
| 21 augustus Vriendschappelijk № 246 «onderlinge duels» | Ace Stojkov 37' Artim Šakiri 40' Georgi Hristov 54' Artim Šakiri 60' Goran Pandev 86' |       |       | Philip II Arena, Skopje Toeschouwers: 7.000 Scheidsrechter: Alojzije Šupraha (CRO) |

|                                                                |                                                                   |       |       | |
| 7 september EK-kwalificatie № 247 «onderlinge duels» 20:15 uur | Slovenië                                                          | 3 – 0 | Malta | Centralni Stadion za Bežigradom, Ljubljana Toeschouwers: 7.000 Scheidsrechter: Georgios Borovilos (GRE) |
| 7 september EK-kwalificatie № 247 «onderlinge duels» 20:15 uur | Darren Debono 37' (e.d.) Ermin Šiljak 59' Sebastjan Cimirotič 90' |       |       | Centralni Stadion za Bežigradom, Ljubljana Toeschouwers: 7.000 Scheidsrechter: Georgios Borovilos (GRE) |

|                                            |       |                                 |        |                                                                                    |
| 12 oktober EK-kwalificatie № 248 19:00 uur | Malta | 0 – 2                           | Israël | Ta' Qali Stadium, Ta' Qali Toeschouwers: 5.200 Scheidsrechter: Sergei Shebek (UKR) |
| 12 oktober EK-kwalificatie № 248 19:00 uur |       | 56' Pini Balili 76' Haim Revivo |        | Ta' Qali Stadium, Ta' Qali Toeschouwers: 5.200 Scheidsrechter: Sergei Shebek (UKR) |

|                                            |       |                                                                           |           |                                                                                       |
| 16 oktober EK-kwalificatie № 249 19:45 uur | Malta | 0 – 4                                                                     | Frankrijk | Ta' Qali Stadium, Ta' Qali Toeschouwers: 10.000 Scheidsrechter: Alexandru Tudor (ROM) |
| 16 oktober EK-kwalificatie № 249 19:45 uur |       | 25' Thierry Henry 36' Thierry Henry 69' Sylvain Wiltord 84' Éric Carrière |           | Ta' Qali Stadium, Ta' Qali Toeschouwers: 10.000 Scheidsrechter: Alexandru Tudor (ROM) |

|                                             |                                       |       |                    |                                                                            |
| 20 november EK-kwalificatie № 250 18:00 uur | Cyprus                                | 2 – 1 | Malta              | GSP Stadion, Nicosia Toeschouwers: 5.000 Scheidsrechter: Anton Genov (BUL) |
| 20 november EK-kwalificatie № 250 18:00 uur | Rainer Rauffman 50' Ioannis Okkas 74' |       | 90' Michael Mifsud | GSP Stadion, Nicosia Toeschouwers: 5.000 Scheidsrechter: Anton Genov (BUL) |

### 2003
|                                                                  |                                        |       |                                           |                                                                                 |
| 12 februari Vriendschappelijk № 251 «onderlinge duels» 18:30 uur | Malta                                  | 2 – 2 | Kazachstan                                | Ta' Qali Stadium, Ta' Qali Toeschouwers: 200 Scheidsrechter: René Rogalla (SUI) |
| 12 februari Vriendschappelijk № 251 «onderlinge duels» 18:30 uur | Daniel Bogdanović 16' Chucks Nwoko 61' |       | 71' Maxim Schevchenko 83' Evgeniy Tarasov | Ta' Qali Stadium, Ta' Qali Toeschouwers: 200 Scheidsrechter: René Rogalla (SUI) |

|                                          | |       |       |                                                                                       |
| 29 maart EK-kwalificatie № 252 19:45 uur | Frankrijk | 6 – 0 | Malta | Stade Félix Bollaert, Lens Toeschouwers: 40.775 Scheidsrechter: Emil Bozinovski (MKD) |
| 29 maart EK-kwalificatie № 252 19:45 uur | Sylvain Wiltord 37' Thierry Henry 39' Thierry Henry 54' Zinédine Zidane 57' (pen.) David Trezeguet 70' Zinédine Zidane 80' |       |       | Stade Félix Bollaert, Lens Toeschouwers: 40.775 Scheidsrechter: Emil Bozinovski (MKD) |

|                                                             |                      |       |                                                      |                                                                                      |
| 30 april EK-kwalificatie № 253 «onderlinge duels» 20:30 uur | Malta                | 1 – 3 | Slovenië                                             | Ta' Qali Stadium, Ta' Qali Toeschouwers: 2.500 Scheidsrechter: Attila Hanacsek (HUN) |
| 30 april EK-kwalificatie № 253 «onderlinge duels» 20:30 uur | Michael Mifsud 90+1' |       | 15' Zlatko Zahovič 36' Ermin Šiljak 57' Ermin Šiljak | Ta' Qali Stadium, Ta' Qali Toeschouwers: 2.500 Scheidsrechter: Attila Hanacsek (HUN) |

|                                        |                 |       |                                                            |                                                                                       |
| 7 juni EK-kwalificatie № 254 19:00 uur | Malta           | 1 – 2 | Cyprus                                                     | Ta' Qali Stadium, Ta' Qali Toeschouwers: 3.000 Scheidsrechter: Bernhard Brugger (AUT) |
| 7 juni EK-kwalificatie № 254 19:00 uur | Luke Dimech 73' |       | 23' (pen.) Michalis Konstantinou 52' Michalis Konstantinou | Ta' Qali Stadium, Ta' Qali Toeschouwers: 3.000 Scheidsrechter: Bernhard Brugger (AUT) |

|                                               |                          |       |                   |                                                                                                  |
| 19 augustus Vriendschappelijk № 255 20:00 uur | Luxemburg                | 1 – 1 | Malta             | Stade de la Frontière, Esch-sur-Alzette Toeschouwers: 2.000 Scheidsrechter: Gerald Leihner (AUT) |
| 19 augustus Vriendschappelijk № 255 20:00 uur | Jeff Strasser 53' (pen.) |       | 54' Stefan Giglio | Stade de la Frontière, Esch-sur-Alzette Toeschouwers: 2.000 Scheidsrechter: Gerald Leihner (AUT) |

|                                              |                                 |       |                                              |                                                                                 |
| 10 september EK-kwalificatie № 256 17:00 uur | Israël                          | 2 – 2 | Malta                                        | Atatürk Stadion, Antalya Toeschouwers: 1.300 Scheidsrechter: Eric Blareau (BEL) |
| 10 september EK-kwalificatie № 256 17:00 uur | Haim Revivo 16' Pini Balili 79' |       | 51' (pen.) Michael Mifsud 52' David Carabott | Atatürk Stadion, Antalya Toeschouwers: 1.300 Scheidsrechter: Eric Blareau (BEL) |

|                                               |       |                                                                                |       |                                                                                        |
| 11 december Vriendschappelijk № 257 17:00 uur | Malta | 0 – 4                                                                          | Polen | Ta' Qali Stadium, Ta' Qali Toeschouwers: 200 Scheidsrechter: Georgios Kasnaferis (GRE) |
| 11 december Vriendschappelijk № 257 17:00 uur |       | 54' Jarosław Bieniuk 56' Sebastian Mila 83' Adrian Sikora 88' Marcin Burkhardt |       | Ta' Qali Stadium, Ta' Qali Toeschouwers: 200 Scheidsrechter: Georgios Kasnaferis (GRE) |

### 2004
|                                            |       |       |          |                                                                                       |
| 14 februari Malta Toernooi № 258 16:15 uur | Malta | 0 – 0 | Moldavië | Ta' Qali Stadium, Ta' Qali Toeschouwers: 1.000 Scheidsrechter: Valeri Vyalichko (BLR) |
| 14 februari Malta Toernooi № 258 16:15 uur |       |       |          | Ta' Qali Stadium, Ta' Qali Toeschouwers: 1.000 Scheidsrechter: Valeri Vyalichko (BLR) |

|                                                               |                                                                                          |       |                                           |                                                                                   |
| 16 februari Malta Toernooi № 259 «onderlinge duels» 18:15 uur | Malta                                                                                    | 5 – 2 | Estland                                   | Ta' Qali Stadium, Ta' Qali Toeschouwers: 500 Scheidsrechter: Ghenadie Orlic (MDA) |
| 16 februari Malta Toernooi № 259 «onderlinge duels» 18:15 uur | Etienne Barbara 12' Brian Said 28' Noel Turner 58' Etienne Barbara 60' Antoine Zahra 87' |       | 16' Vjatšeslav Zahovaiko 45' Raio Piiroja | Ta' Qali Stadium, Ta' Qali Toeschouwers: 500 Scheidsrechter: Ghenadie Orlic (MDA) |

|                                            |       |                                                                                   |             |                                                                                |
| 18 februari Malta Toernooi № 260 18:15 uur | Malta | 0 – 4                                                                             | Wit-Rusland | Ta' Qali Stadium, Ta' Qali Toeschouwers: 500 Scheidsrechter: Sten Kaldma (EST) |
| 18 februari Malta Toernooi № 260 18:15 uur |       | 11' Sergej Kornilenko 29' Maksim Tsigalko 70' Pavel Beganski 85' Yevgeni Losankov |             | Ta' Qali Stadium, Ta' Qali Toeschouwers: 500 Scheidsrechter: Sten Kaldma (EST) |

|                                            |                    |       |                                          |                                                                                       |
| 31 maart Vriendschappelijk № 260 15:00 uur | Malta              | 1 – 2 | Finland                                  | Ta' Qali Stadium, Ta' Qali Toeschouwers: 1.200 Scheidsrechter: Matteo Trefoloni (ITA) |
| 31 maart Vriendschappelijk № 260 15:00 uur | Michael Mifsud 90' |       | 51' Aleksej Jerjomenko 84' Jari Litmanen | Ta' Qali Stadium, Ta' Qali Toeschouwers: 1.200 Scheidsrechter: Matteo Trefoloni (ITA) |

|                                                             | |       |       |                                                                                   |
| 27 mei Vriendschappelijk № 261 «onderlinge duels» 20:30 uur | Duitsland | 7 – 0 | Malta | Dreisamstadion, Freiburg Toeschouwers: 22.000 Scheidsrechter: Anton Stredak (SVK) |
| 27 mei Vriendschappelijk № 261 «onderlinge duels» 20:30 uur | Michael Ballack 15' Michael Ballack 17' Jens Nowotny 33' Torsten Frings 42' Michael Ballack 59' Michael Ballack 86' Fredi Bobic 90+2' |       |       | Dreisamstadion, Freiburg Toeschouwers: 22.000 Scheidsrechter: Anton Stredak (SVK) |

|                                                                  |                                                           |       |                                      |                                                                            |
| 18 augustus Vriendschappelijk № 262 «onderlinge duels» 20:00 uur | Faeröer                                                   | 3 – 2 | Malta                                | Svangaskarð, Toftir Toeschouwers: 1.932 Scheidsrechter: Emil Laursen (DEN) |
| 18 augustus Vriendschappelijk № 262 «onderlinge duels» 20:00 uur | Jákup á Borg 31' Rógvi Jacobsen 42' Fróði Benjaminsen 81' |       | 51' Stefan Giglio 66' Michael Mifsud | Svangaskarð, Toftir Toeschouwers: 1.932 Scheidsrechter: Emil Laursen (DEN) |

|                                             |       | |        |                                                                                 |
| 4 september WK-kwalificatie № 263 19:45 uur | Malta | 0 – 7 | Zweden | Ta' Qali Stadium, Ta' Qali Toeschouwers: 4.200 Scheidsrechter: Haim Jakov (ISR) |
| 4 september WK-kwalificatie № 263 19:45 uur |       | 4' Zlatan Ibrahimović 11' Zlatan Ibrahimović 14' Zlatan Ibrahimović 46' Freddie Ljungberg 71' Zlatan Ibrahimović 74' Freddie Ljungberg 76' Henrik Larsson |        | Ta' Qali Stadium, Ta' Qali Toeschouwers: 4.200 Scheidsrechter: Haim Jakov (ISR) |

|                                           |       |       |         |                                                                                      |
| 9 oktober WK-kwalificatie № 264 18:15 uur | Malta | 0 – 0 | IJsland | Ta' Qali Stadium, Ta' Qali Toeschouwers: 6.000 Scheidsrechter: Sorin Corpodean (ROM) |
| 9 oktober WK-kwalificatie № 264 18:15 uur |       |       |         | Ta' Qali Stadium, Ta' Qali Toeschouwers: 6.000 Scheidsrechter: Sorin Corpodean (ROM) |

|                                            |                                                                               |       |                    |                                                                                |
| 13 oktober WK-kwalificatie № 265 18:15 uur | Bulgarije                                                                     | 4 – 1 | Malta              | Slavia Stadion, Sofia Toeschouwers: 17.700 Scheidsrechter: Ceri Richards (WAL) |
| 13 oktober WK-kwalificatie № 265 18:15 uur | Dimitar Berbatov 43' Hristo Yanev 47' Dimitar Berbatov 56' Chavdar Yankov 87' |       | 11' Michael Mifsud | Slavia Stadion, Sofia Toeschouwers: 17.700 Scheidsrechter: Ceri Richards (WAL) |

|                                             |       |                                  |           |                                                                                  |
| 17 november WK-kwalificatie № 266 18:30 uur | Malta | 0 – 2                            | Hongarije | Ta' Qali Stadium, Ta' Qali Toeschouwers: 3.000 Scheidsrechter: Tony Asumaa (FIN) |
| 17 november WK-kwalificatie № 266 18:30 uur |       | 39' Zoltán Gera 90' Péter Kovács |           | Ta' Qali Stadium, Ta' Qali Toeschouwers: 3.000 Scheidsrechter: Tony Asumaa (FIN) |

### 2005
|                                                                 |       |                                                               |           |                                                                                    |
| 9 februari Vriendschappelijk № 267 «onderlinge duels» 19:00 uur | Malta | 0 – 3                                                         | Noorwegen | Ta' Qali Stadium, Ta' Qali Toeschouwers: 1.000 Scheidsrechter: David Malcolm (NIR) |
| 9 februari Vriendschappelijk № 267 «onderlinge duels» 19:00 uur |       | 70' Sigurd Rushfeldt 79' Sigurd Rushfeldt 80' John Arne Riise |           | Ta' Qali Stadium, Ta' Qali Toeschouwers: 1.000 Scheidsrechter: David Malcolm (NIR) |

|                                          |                                            |       |       |                                                                                      |
| 30 maart WK-kwalificatie № 268 18:00 uur | Kroatië                                    | 3 – 0 | Malta | Maksimir Stadion, Zagreb Toeschouwers: 12.000 Scheidsrechter: Costas Kapitanis (CYP) |
| 30 maart WK-kwalificatie № 268 18:00 uur | Dado Pršo 24' Dado Pršo 36' Igor Tudor 80' |       |       | Maksimir Stadion, Zagreb Toeschouwers: 12.000 Scheidsrechter: Costas Kapitanis (CYP) |

|                                        | |       |       |                                                                                |
| 4 juni WK-kwalificatie № 269 17:15 uur | Zweden | 6 – 0 | Malta | Nya Ullevi, Göteborg Toeschouwers: 40.000 Scheidsrechter: Nikolay Ivanov (RUS) |
| 4 juni WK-kwalificatie № 269 17:15 uur | Mattias Jonson 6' Anders Svensson 18' Christian Wilhelmsson 30' Zlatan Ibrahimović 40' Freddie Ljungberg 57' Johan Elmander 81' |       |       | Nya Ullevi, Göteborg Toeschouwers: 40.000 Scheidsrechter: Nikolay Ivanov (RUS) |

|                                         |                                                                                           |       |                |                                                                                     |
| 18 juni WK-kwalificatie № 270 19:05 uur | IJsland                                                                                   | 4 – 1 | Malta          | Laugardalsvöllur, Reykjavík Toeschouwers: 4.887 Scheidsrechter: Damir Skomina (SLO) |
| 18 juni WK-kwalificatie № 270 19:05 uur | Gunnar Þorvaldsson 27' Eiður Guðjohnsen 33' Tryggvi Guðmundsson 74' Veigar Gunnarsson 84' |       | 58' Brian Said | Laugardalsvöllur, Reykjavík Toeschouwers: 4.887 Scheidsrechter: Damir Skomina (SLO) |

|                                               |                |       |                |                                                                                 |
| 17 augustus Vriendschappelijk № 271 20:00 uur | Malta          | 1 – 1 | Noord-Ierland  | Ta' Qali Stadium, Ta' Qali Toeschouwers: 1.850 Scheidsrechter: Mike Riley (ENG) |
| 17 augustus Vriendschappelijk № 271 20:00 uur | Ivan Woods 35' |       | 9' David Healy | Ta' Qali Stadium, Ta' Qali Toeschouwers: 1.850 Scheidsrechter: Mike Riley (ENG) |

|                                             |                                                                             |       |       |                                                                                            |
| 3 september WK-kwalificatie № 272 19:45 uur | Hongarije                                                                   | 4 – 0 | Malta | Ferenc Puskás Stadion, Boedapest Toeschouwers: 5.900 Scheidsrechter: Vitaly Godulyan (UKR) |
| 3 september WK-kwalificatie № 272 19:45 uur | Sandor Torghelle 34' Brian Said 55' (e.d.) Ákos Takács 64' Peter Rajczi 85' |       |       | Ferenc Puskás Stadion, Boedapest Toeschouwers: 5.900 Scheidsrechter: Vitaly Godulyan (UKR) |

|                                             |                     |       |                   |                                                                                        |
| 7 september WK-kwalificatie № 273 18:45 uur | Malta               | 1 – 1 | Kroatië           | Ta' Qali Stadium, Ta' Qali Toeschouwers: 916 Scheidsrechter: Athanassios Briakos (GRE) |
| 7 september WK-kwalificatie № 273 18:45 uur | Stephen Wellman 74' |       | 19' Niko Kranjčar | Ta' Qali Stadium, Ta' Qali Toeschouwers: 916 Scheidsrechter: Athanassios Briakos (GRE) |

|                                            |                   |       |                    |                                                                                      |
| 12 oktober WK-kwalificatie № 274 19:00 uur | Malta             | 1 – 1 | Bulgarije          | Ta' Qali Stadium, Ta' Qali Toeschouwers: 2.844 Scheidsrechter: Vitaly Godulyan (UKR) |
| 12 oktober WK-kwalificatie № 274 19:00 uur | Antoine Zahra 79' |       | 67' Chavdar Yankov | Ta' Qali Stadium, Ta' Qali Toeschouwers: 2.844 Scheidsrechter: Vitaly Godulyan (UKR) |

### 2006
|                                     |       |                                     |          |                                                                                   |
| 25 februari Vriendschappelijk № 275 | Malta | 0 – 2                               | Moldavië | Ta' Qali Stadium, Ta' Qali Toeschouwers: 250 Scheidsrechter: Lasja Silagava (GEO) |
| 25 februari Vriendschappelijk № 275 |       | 47' Sergiu Namasco 73' Igor Bugaiov |          | Ta' Qali Stadium, Ta' Qali Toeschouwers: 250 Scheidsrechter: Lasja Silagava (GEO) |

|                                           |       |                                          |         |                                                          |
| 1 maart Vriendschappelijk № 276 19:15 uur | Malta | 0 – 2                                    | Georgië | onbekend Toeschouwers: onbekend Scheidsrechter: onbekend |
| 1 maart Vriendschappelijk № 276 19:15 uur |       | 8' Otar Martsvaladze 18' Beka Gotsiridze |         | onbekend Toeschouwers: onbekend Scheidsrechter: onbekend |

|                                          |                 |       |       |                                                                               |
| 4 juni Vriendschappelijk № 277 15:00 uur | Japan           | 1 – 0 | Malta | LTU Arena, Düsseldorf Toeschouwers: 10.802 Scheidsrechter: Knut Kircher (GER) |
| 4 juni Vriendschappelijk № 277 15:00 uur | Keiji Tamada 2' |       |       | LTU Arena, Düsseldorf Toeschouwers: 10.802 Scheidsrechter: Knut Kircher (GER) |

|                                                                  |                                              |       |       |                                                                                        |
| 15 augustus Vriendschappelijk № 278 «onderlinge duels» 20:15 uur | Slowakije                                    | 3 – 0 | Malta | Petržalka Stadion, Bratislava Toeschouwers: 2.437 Scheidsrechter: Pavel Královec (CZE) |
| 15 augustus Vriendschappelijk № 278 «onderlinge duels» 20:15 uur | Filip Šebo 31' Filip Šebo 75' Filip Šebo 90' |       |       | Petržalka Stadion, Bratislava Toeschouwers: 2.437 Scheidsrechter: Pavel Královec (CZE) |

|                                             |                                  |       | |                                                                                       |
| 2 september EK-kwalificatie № 279 19:15 uur | Malta                            | 2 – 5 | Bosnië en Herzegovina                                                                              | Ta' Qali Stadium, Ta' Qali Toeschouwers: 5.000 Scheidsrechter: Thomas Vejlgaard (DEN) |
| 2 september EK-kwalificatie № 279 19:15 uur | Jamie Pace 6' Michael Mifsud 85' |       | 4' Sergej Barbarez 10' Mirko Hrgović 45' Mirko Hrgović 48' Zlatan Muslimović 50' Zlatan Muslimović | Ta' Qali Stadium, Ta' Qali Toeschouwers: 5.000 Scheidsrechter: Thomas Vejlgaard (DEN) |

|                                             |                                   |       |       |                                                                                        |
| 6 september EK-kwalificatie № 280 19:15 uur | Turkije                           | 2 – 0 | Malta | Commerzbank-Arena, Frankfurt Toeschouwers: — Scheidsrechter: Bernardino González (ESP) |
| 6 september EK-kwalificatie № 280 19:15 uur | Nihat Kahveci 56' Tümer Metin 77' |       |       | Commerzbank-Arena, Frankfurt Toeschouwers: — Scheidsrechter: Bernardino González (ESP) |

|                                            |                                       |       |                      |                                                                                      |
| 11 oktober EK-kwalificatie № 281 20:00 uur | Malta                                 | 2 – 1 | Hongarije            | Ta' Qali Stadium, Ta' Qali Toeschouwers: 5.000 Scheidsrechter: Johny Ver Eecke (BEL) |
| 11 oktober EK-kwalificatie № 281 20:00 uur | André Schembri 14' André Schembri 53' |       | 19' Sándor Torghelle | Ta' Qali Stadium, Ta' Qali Toeschouwers: 5.000 Scheidsrechter: Johny Ver Eecke (BEL) |

|                                               |                   |       |                                                                                                  |                                                                               |
| 15 november Vriendschappelijk № 282 14:00 uur | Malta             | 1 – 4 | Litouwen                                                                                         | Hibernians Ground, Paola Toeschouwers: 550 Scheidsrechter: Brian Lawlor (WAL) |
| 15 november Vriendschappelijk № 282 14:00 uur | Gilbert Agius 85' |       | 37' Tomas Danilevičius 58' Tomas Radzinevičius 66' Tomas Danilevičius 90' Vitalijus Kavaliauskas | Hibernians Ground, Paola Toeschouwers: 550 Scheidsrechter: Brian Lawlor (WAL) |

### 2007
|                                              |                  |       |                        |                                                                                      |
| 7 februari Vriendschappelijk № 283 18:00 uur | Malta            | 1 – 1 | Oostenrijk             | Ta' Qali Stadium, Ta' Qali Toeschouwers: 3.000 Scheidsrechter: Carlo Bertolini (SUI) |
| 7 februari Vriendschappelijk № 283 18:00 uur | Gilbert Agius 8' |       | 49' Andreas Ivanschitz | Ta' Qali Stadium, Ta' Qali Toeschouwers: 3.000 Scheidsrechter: Carlo Bertolini (SUI) |

|                                          |                        |       |                   |                                                                                  |
| 24 maart EK-kwalificatie № 284 19:00 uur | Moldavië               | 1 – 1 | Malta             | Zimbru Stadion, Chisinau Toeschouwers: 10.000 Scheidsrechter: Vusal Aliyev (AZE) |
| 24 maart EK-kwalificatie № 284 19:00 uur | Alexandru Epureanu 85' |       | 73' George Mallia | Zimbru Stadion, Chisinau Toeschouwers: 10.000 Scheidsrechter: Vusal Aliyev (AZE) |

|                                          |       |                            |             |                                                                                     |
| 28 maart EK-kwalificatie № 285 19:30 uur | Malta | 0 – 1                      | Griekenland | Ta' Qali Stadium, Ta' Qali Toeschouwers: 15.000 Scheidsrechter: Pedro Proença (POR) |
| 28 maart EK-kwalificatie № 285 19:30 uur |       | 66' (pen.) Angelos Basinas |             | Ta' Qali Stadium, Ta' Qali Toeschouwers: 15.000 Scheidsrechter: Pedro Proença (POR) |

|                                                           |                                                                                    |       |       |                                                                                |
| 2 juni EK-kwalificatie № 286 «onderlinge duels» 20:05 uur | Noorwegen                                                                          | 4 – 0 | Malta | Ullevaal Stadion, Oslo Toeschouwers: 16.364 Scheidsrechter: Jacek Granat (POL) |
| 2 juni EK-kwalificatie № 286 «onderlinge duels» 20:05 uur | Kristofer Hæstad 31' Thorstein Helstad 73' Steffen Iversen 79' John Arne Riise 90' |       |       | Ullevaal Stadion, Oslo Toeschouwers: 16.364 Scheidsrechter: Jacek Granat (POL) |

|                                        |                       |       |       |                                                                                   |
| 6 juni EK-kwalificatie № 287 20:15 uur | Bosnië en Herzegovina | 1 – 0 | Malta | Koševo Stadion, Sarajevo Toeschouwers: 10.000 Scheidsrechter: Ceri Richards (WAL) |
| 6 juni EK-kwalificatie № 287 20:15 uur | Zlatan Muslimović 6'  |       |       | Koševo Stadion, Sarajevo Toeschouwers: 10.000 Scheidsrechter: Ceri Richards (WAL) |

|                                               |                                                      |       |       |                                                                                       |
| 22 augustus Vriendschappelijk № 288 19:45 uur | Albanië                                              | 3 – 0 | Malta | Qemal Stafastadion, Tirana Toeschouwers: onbekend Scheidsrechter: İsmet Arzuman (TUR) |
| 22 augustus Vriendschappelijk № 288 19:45 uur | Hamdi Salihi 22' Besart Berisha 46' Klodian Duro 60' |       |       | Qemal Stafastadion, Tirana Toeschouwers: onbekend Scheidsrechter: İsmet Arzuman (TUR) |

|                                             |                                   |       |                                     |                                                                                     |
| 8 september EK-kwalificatie № 289 19:30 uur | Malta                             | 2 – 2 | Turkije                             | Ta' Qali Stadium, Ta' Qali Toeschouwers: 18.000 Scheidsrechter: Stefan Meßner (AUT) |
| 8 september EK-kwalificatie № 289 19:30 uur | Brian Said 41' André Schembri 76' |       | 45' Halil Altıntop 78' Servet Çetin | Ta' Qali Stadium, Ta' Qali Toeschouwers: 18.000 Scheidsrechter: Stefan Meßner (AUT) |

|                                                |       |                     |         |                                                                                       |
| 12 september Vriendschappelijk № 290 19:15 uur | Malta | 0 – 1               | Armenië | Ta' Qali Stadium, Ta' Qali Toeschouwers: 2.000 Scheidsrechter: Charles Richmond (SCO) |
| 12 september Vriendschappelijk № 290 19:15 uur |       | 26' Artur Voskanyan |         | Ta' Qali Stadium, Ta' Qali Toeschouwers: 2.000 Scheidsrechter: Charles Richmond (SCO) |

|                                            |                                       |       |       |                                                                                             |
| 13 oktober EK-kwalificatie № 291 16:20 uur | Hongarije                             | 2 – 0 | Malta | Ferenc Puskás Stadion, Boedapest Toeschouwers: 7.633 Scheidsrechter: Karen Nalbandyan (ARM) |
| 13 oktober EK-kwalificatie № 291 16:20 uur | Robert Feczesin 34' Dániel Tőzsér 77' |       |       | Ferenc Puskás Stadion, Boedapest Toeschouwers: 7.633 Scheidsrechter: Karen Nalbandyan (ARM) |

|                                            |                                              |       |                                                             |                                                                                      |
| 17 oktober EK-kwalificatie № 292 19:30 uur | Malta                                        | 2 – 3 | Moldavië                                                    | Ta' Qali Stadium, Ta' Qali Toeschouwers: 10.000 Scheidsrechter: Igor Ishchenko (UKR) |
| 17 oktober EK-kwalificatie № 292 19:30 uur | Terence Scerri 71' Michael Mifsud 84' (pen.) |       | 24' (pen.) Igor Bugaiov 31' Viorel Frunză 35' Viorel Frunză | Ta' Qali Stadium, Ta' Qali Toeschouwers: 10.000 Scheidsrechter: Igor Ishchenko (UKR) |

|                                             | |       |       |                                                                                                 |
| 17 november EK-kwalificatie № 293 20:30 uur | Griekenland                                                                                            | 5 – 0 | Malta | Olympisch Stadion Spyridon Louis, Athene Toeschouwers: 31.332 Scheidsrechter: Sten Kaldma (EST) |
| 17 november EK-kwalificatie № 293 20:30 uur | Theofanis Gekas 32' Angelos Basinas 54' Ioannis Amanatidis 61' Theofanis Gekas 72' Theofanis Gekas 74' |       |       | Olympisch Stadion Spyridon Louis, Athene Toeschouwers: 31.332 Scheidsrechter: Sten Kaldma (EST) |

|                                                                |                    |       |                                                                                              |                                                                                     |
| 21 november EK-kwalificatie № 294 «onderlinge duels» 20:00 uur | Malta              | 1 – 4 | Noorwegen                                                                                    | Ta' Qali Stadium, Ta' Qali Toeschouwers: 6.000 Scheidsrechter: Yuriy Baskakov (RUS) |
| 21 november EK-kwalificatie № 294 «onderlinge duels» 20:00 uur | Michael Mifsud 53' |       | 25' Steffen Iversen 28' (pen.) Steffen Iversen 45' Steffen Iversen 75' Morten Gamst Pedersen | Ta' Qali Stadium, Ta' Qali Toeschouwers: 6.000 Scheidsrechter: Yuriy Baskakov (RUS) |

### 2008
|                                           |       |                  |         |                                                                                       |
| 2 februari Malta Toernooi № 295 17:15 uur | Malta | 0 – 1            | Armenië | Ta' Qali Stadium, Ta' Qali Toeschouwers: 1.000 Scheidsrechter: Magnús Thórisson (ISL) |
| 2 februari Malta Toernooi № 295 17:15 uur |       | 62' Ara Hakobyan |         | Ta' Qali Stadium, Ta' Qali Toeschouwers: 1.000 Scheidsrechter: Magnús Thórisson (ISL) |

|                                           |                    |       |         |                                                                                        |
| 4 februari Malta Toernooi № 296 19:45 uur | Malta              | 1 – 0 | IJsland | Ta' Qali Stadium, Ta' Qali Toeschouwers: 1.500 Scheidsrechter: Aleksej Koelbakov (BLR) |
| 4 februari Malta Toernooi № 296 19:45 uur | Cleaven Frendo 18' |       |         | Ta' Qali Stadium, Ta' Qali Toeschouwers: 1.500 Scheidsrechter: Aleksej Koelbakov (BLR) |

|                                           |       |                         |             |                                                                                         |
| 6 februari Malta Toernooi № 297 19:45 uur | Malta | 0 – 1                   | Wit-Rusland | Ta' Qali Stadium, Ta' Qali Toeschouwers: 1.200 Scheidsrechter: Ararat Tchagharyan (ARM) |
| 6 februari Malta Toernooi № 297 19:45 uur |       | 89' Maksim Romashchenko |             | Ta' Qali Stadium, Ta' Qali Toeschouwers: 1.200 Scheidsrechter: Ararat Tchagharyan (ARM) |

|                                            | |       |                     |                                                                                   |
| 26 maart Vriendschappelijk № 298 19:30 uur | Malta | 7 – 1 | Liechtenstein       | Ta' Qali Stadium, Ta' Qali Toeschouwers: 200 Scheidsrechter: William Collum (SCO) |
| 26 maart Vriendschappelijk № 298 19:30 uur | Michael Mifsud 2' (pen.) Michael Mifsud 17' Michael Mifsud 21' (pen.) Jamie Pace 35' Michael Mifsud 59' Michael Mifsud 69' Brian Said 86' |       | 51' Franz Burgmeier | Ta' Qali Stadium, Ta' Qali Toeschouwers: 200 Scheidsrechter: William Collum (SCO) |

|                                          |                                                                                             |       |                    |                                                                          |
| 30 mei Vriendschappelijk № 299 20:30 uur | Oostenrijk                                                                                  | 5 – 1 | Malta              | UPC Arena, Graz Toeschouwers: 14.200 Scheidsrechter: Robert Krajnc (SLO) |
| 30 mei Vriendschappelijk № 299 20:30 uur | René Aufhauser 8' Roland Linz 11' Roland Linz 67' (pen.) Ivica Vastić 77' Martin Harnik 90' |       | 41' Michael Mifsud | UPC Arena, Graz Toeschouwers: 14.200 Scheidsrechter: Robert Krajnc (SLO) |

|                                                                  |                               |       |                  |                                                                                      |
| 20 augustus Vriendschappelijk № 300 «onderlinge duels» 18:00 uur | Estland                       | 2 – 1 | Malta            | A. Le Coq Arena, Tallinn Toeschouwers: 2.700 Scheidsrechter: Grzegorz Gilewski (POL) |
| 20 augustus Vriendschappelijk № 300 «onderlinge duels» 18:00 uur | Ats Purje 22' Andres Oper 53' |       | 8' Ian Azzopardi | A. Le Coq Arena, Tallinn Toeschouwers: 2.700 Scheidsrechter: Grzegorz Gilewski (POL) |

|                                                                |       |                                                           |          |                                                                                  |
| 6 september WK-kwalificatie № 301 «onderlinge duels» 20:00 uur | Malta | 0 – 4                                                     | Portugal | Ta' Qali Stadium, Ta' Qali Toeschouwers: 11.000 Scheidsrechter: Kevin Blom (NED) |
| 6 september WK-kwalificatie № 301 «onderlinge duels» 20:00 uur |       | 25' (e.d.) Brian Said 61' Hugo Almeida 71' Simão 78' Nani |          | Ta' Qali Stadium, Ta' Qali Toeschouwers: 11.000 Scheidsrechter: Kevin Blom (NED) |

|                                              |                                                      |       |       |                                                                                           |
| 10 september WK-kwalificatie № 302 19:45 uur | Albanië                                              | 3 – 0 | Malta | Qemal Stafastadion, Tirana Toeschouwers: 7.400 Scheidsrechter: Robert Schörgenhofer (AUT) |
| 10 september WK-kwalificatie № 302 19:45 uur | Erjon Bogdani 45' Klodian Duro 84' Armend Dallku 90' |       |       | Qemal Stafastadion, Tirana Toeschouwers: 7.400 Scheidsrechter: Robert Schörgenhofer (AUT) |

|                                            |                                                           |       |       |                                                                                 |
| 11 oktober WK-kwalificatie № 303 20:00 uur | Denemarken                                                | 3 – 0 | Malta | Parken, Kopenhagen Toeschouwers: 33.124 Scheidsrechter: Levan Paniashvili (GEO) |
| 11 oktober WK-kwalificatie № 303 20:00 uur | Søren Larsen 10' Daniel Agger 29' (pen.) Søren Larsen 46' |       |       | Parken, Kopenhagen Toeschouwers: 33.124 Scheidsrechter: Levan Paniashvili (GEO) |

|                                            |       |                      |           |                                                                                           |
| 15 oktober WK-kwalificatie № 304 19:30 uur | Malta | 0 – 1                | Hongarije | Ta' Qali Stadium, Ta' Qali Toeschouwers: 4.797 Scheidsrechter: Jóhannes Valgeirsson (ISL) |
| 15 oktober WK-kwalificatie № 304 19:30 uur |       | 23' Sándor Torghelle |           | Ta' Qali Stadium, Ta' Qali Toeschouwers: 4.797 Scheidsrechter: Jóhannes Valgeirsson (ISL) |

|                                               |       |                     |         |                                                                                  |
| 19 november Vriendschappelijk № 305 14:30 uur | Malta | 0 – 1               | IJsland | Hibernians Ground, Paola Toeschouwers: 500 Scheidsrechter: Andrea De Marco (ITA) |
| 19 november Vriendschappelijk № 305 14:30 uur |       | 66' Heiðar Helguson |         | Hibernians Ground, Paola Toeschouwers: 500 Scheidsrechter: Andrea De Marco (ITA) |

### 2009
|                                                                |       |       |         |                                                                                        |
| 11 februari WK-kwalificatie № 306 «onderlinge duels» 19:30 uur | Malta | 0 – 0 | Albanië | Ta' Qali Stadium, Ta' Qali Toeschouwers: 2.041 Scheidsrechter: Alexandru Deaconu (ROM) |
| 11 februari WK-kwalificatie № 306 «onderlinge duels» 19:30 uur |       |       |         | Ta' Qali Stadium, Ta' Qali Toeschouwers: 2.041 Scheidsrechter: Alexandru Deaconu (ROM) |

|                                                             |       |                                                         |            |                                                                                      |
| 28 maart WK-kwalificatie № 307 «onderlinge duels» 19:30 uur | Malta | 0 – 3                                                   | Denemarken | Ta' Qali Stadium, Ta' Qali Toeschouwers: 6.235 Scheidsrechter: Tomasz Mikulski (POL) |
| 28 maart WK-kwalificatie № 307 «onderlinge duels» 19:30 uur |       | 12' Søren Larsen 23' Søren Larsen 89' Morten Nordstrand |            | Ta' Qali Stadium, Ta' Qali Toeschouwers: 6.235 Scheidsrechter: Tomasz Mikulski (POL) |

|                                                            |                                                   |       |       |                                                                                                |
| 1 april WK-kwalificatie № 308 «onderlinge duels» 19:00 uur | Hongarije                                         | 3 – 0 | Malta | Ferenc Puskás Stadion, Boedapest Toeschouwers: 34.400 Scheidsrechter: Stanislav Soechina (RUS) |
| 1 april WK-kwalificatie № 308 «onderlinge duels» 19:00 uur | Tamás Hajnal 6' Zoltán Gera 80' Roland Juhász 90' |       |       | Ferenc Puskás Stadion, Boedapest Toeschouwers: 34.400 Scheidsrechter: Stanislav Soechina (RUS) |

|                                                             |                 |       |       |                                                                                |
| 5 juni Vriendschappelijk № 309 «onderlinge duels» 17:20 uur | Tsjechië        | 1 – 0 | Malta | Chance Arena, Jablonec Toeschouwers: 6.019 Scheidsrechter: Fredy Fautrel (FRA) |
| 5 juni Vriendschappelijk № 309 «onderlinge duels» 17:20 uur | Tomáš Necid 77' |       |       | Chance Arena, Jablonec Toeschouwers: 6.019 Scheidsrechter: Fredy Fautrel (FRA) |

|                                                            |                                                                                 |       |       |                                                                              |
| 10 juni WK-kwalificatie № 310 «onderlinge duels» 19:00 uur | Zweden                                                                          | 4 – 0 | Malta | Nya Ullevi, Göteborg Toeschouwers: 25.271 Scheidsrechter: Calum Murray (SCO) |
| 10 juni WK-kwalificatie № 310 «onderlinge duels» 19:00 uur | Kim Källström 21' Daniel Majstorović 52' Zlatan Ibrahimović 56' Marcus Berg 58' |       |       | Nya Ullevi, Göteborg Toeschouwers: 25.271 Scheidsrechter: Calum Murray (SCO) |

|                                                                  |                                       |       |         |                                                                                     |
| 12 augustus Vriendschappelijk № 311 «onderlinge duels» 20:00 uur | Malta                                 | 2 – 0 | Georgië | Ta' Qali Stadium, Ta' Qali Toeschouwers: 1.500 Scheidsrechter: Panicos Kailis (CYP) |
| 12 augustus Vriendschappelijk № 311 «onderlinge duels» 20:00 uur | Michael Mifsud 64' Michael Mifsud 74' |       |         | Ta' Qali Stadium, Ta' Qali Toeschouwers: 1.500 Scheidsrechter: Panicos Kailis (CYP) |

|                                                                  |       |                                              |            |                                                                                 |
| 4 september Vriendschappelijk № 312 «onderlinge duels» 19:40 uur | Malta | 0 – 2                                        | Kaapverdië | Ta' Qali Stadium, Ta' Qali Toeschouwers: 1.000 Scheidsrechter: Luca Banti (ITA) |
| 4 september Vriendschappelijk № 312 «onderlinge duels» 19:40 uur |       | 14' (pen.) Heldon Ramos 41' Adilson Monteiro |            | Ta' Qali Stadium, Ta' Qali Toeschouwers: 1.000 Scheidsrechter: Luca Banti (ITA) |

|                                                                |       |                          |        |                                                                                     |
| 9 september WK-kwalificatie № 313 «onderlinge duels» 18:30 uur | Malta | 0 – 1                    | Zweden | Ta' Qali Stadium, Ta' Qali Toeschouwers: 4.705 Scheidsrechter: Adrian McCourt (NIR) |
| 9 september WK-kwalificatie № 313 «onderlinge duels» 18:30 uur |       | 81' (e.d.) Ian Azzopardi |        | Ta' Qali Stadium, Ta' Qali Toeschouwers: 4.705 Scheidsrechter: Adrian McCourt (NIR) |

|                                                                 |                              |       |                  | |
| 10 oktober Vriendschappelijk № 314 «onderlinge duels» 20:30 uur | Angola                       | 2 – 1 | Malta            | Estádio Municipal, Vila Real de Santo António Toeschouwers: 1.200 Scheidsrechter: Nuno Almeida (POR) |
| 10 oktober Vriendschappelijk № 314 «onderlinge duels» 20:30 uur | Djalma 37' André Macanga 64' |       | 13' Andrew Cohen | Estádio Municipal, Vila Real de Santo António Toeschouwers: 1.200 Scheidsrechter: Nuno Almeida (POR) |

|                                                               |                                                 |       |       |                                                                                              |
| 14 oktober WK-kwalificatie № 315 «onderlinge duels» 20:45 uur | Portugal                                        | 4 – 0 | Malta | Estádio D. Afonso Henriques, Guimarães Toeschouwers: 29.350 Scheidsrechter: Alan Kelly (IRL) |
| 14 oktober WK-kwalificatie № 315 «onderlinge duels» 20:45 uur | Nani 15' Simão 45' Miguel Veloso 52' Edinho 90' |       |       | Estádio D. Afonso Henriques, Guimarães Toeschouwers: 29.350 Scheidsrechter: Alan Kelly (IRL) |

|                                                                  |                    |       |                                                                                 |                                                                                |
| 18 november Vriendschappelijk № 316 «onderlinge duels» 19:00 uur | Malta              | 1 – 4 | Bulgarije                                                                       | Hibernians Ground, Paola Toeschouwers: 1.100 Scheidsrechter: Bas Nijhuis (NED) |
| 18 november Vriendschappelijk № 316 «onderlinge duels» 19:00 uur | Michael Mifsud 48' |       | 7' Valeri Bojinov 71' Dimitar Berbatov 81' Blagoy Georgiev 84' Dimitar Berbatov | Hibernians Ground, Paola Toeschouwers: 1.100 Scheidsrechter: Bas Nijhuis (NED) |

Malta Football Association · A-internationals · Bondscoaches · Statistieken · Maltees vrouwenelftal · Malta U21 · Malta U20 · Malta U19 · Malta U18 · Malta U17 · Malta U16
1957 – 1959 ·
1960 – 1969 ·
1970 – 1979 ·
1980 – 1989 ·
1990 – 1999 ·
2000 – 2009 ·
2010 – 2019 ·
2020 − 2029
1957 · 
1958 · 
1959 · 
1960 · 
1961 · 
1962 · 
1963 · 
1964 · 
1965 · 
1966 · 
1967 · 1968 · 
1969 · 
1970 · 
1971 · 
1972 · 
1973 · 
1974 · 
1975 · 
1976 · 
1977 · 
1978 · 
1979 · 
1980 · 
1981 · 
1982 · 
1983 · 
1984 · 
1985 · 
1986 · 
1987 · 
1988 · 
1989 · 
1990 ·
1991 · 
1992 · 
1993 · 
1994 · 
1995 · 
1996 · 
1997 · 
1998 · 
1999 · 
2000 · 
2001 · 
2002 · 
2003 · 
2004 · 
2005 · 
2006 · 
2007 · 
2008 · 
2009 · 
2010 · 
2011 · 
2012 · 
2013 · 
2014 · 
2015 · 
2016 ·
2017 ·
2018 ·
2019 ·
2020 ·
2021 ·
2022
Albanië ·
Algerije ·
Andorra ·
Angola ·
Armenië ·
Azerbeidzjan ·
België ·
Bosnië en Herzegovina · 
Bulgarije ·
Canada ·
Centraal-Afrikaanse Republiek ·
Cyprus ·
DDR ·
Denemarken ·
Duitsland ·
Egypte ·
Engeland ·
Estland ·
Faeröer ·
Finland ·
Frankrijk ·
Gabon ·
Georgië ·
Gibraltar · 
Griekenland ·
Hongarije ·
Ierland ·
IJsland ·
Indonesië ·
Israël ·
Italië ·
Japan ·
Joegoslavië ·
Jordanië ·
Kaapverdië ·
Kazachstan ·
Koeweit ·
Kosovo ·
Kroatië ·
Letland ·
Libanon ·
Libië ·
Liechtenstein ·
Litouwen ·
Luxemburg ·
Moldavië ·
Nederland ·
Noord-Ierland ·
Noord-Macedonië ·
Noorwegen ·
Oekraïne ·
Oostenrijk ·
Polen ·
Portugal ·
Qatar ·
Roemenië ·
Rusland ·
San Marino ·
Schotland ·
Slovenië ·
Slowakije ·
Spanje ·
Thailand ·
Tsjechië ·
Tsjecho-Slowakije ·
Tunesië · 
Turkije · 
Venezuela · 
Verenigde Arabische Emiraten ·
Verenigde Staten ·
Wales ·
Wit-Rusland ·
Zuid-Afrika ·
Zuid-Korea ·
Zweden ·
Zwitserland
AFC-zone: Afghanistan · Australië · Bahrein · Bangladesh · Bhutan · Brunei · Cambodja · China · Filipijnen · Guam · Hongkong · India · Indonesië · Iran · Irak · Japan · Jemen · Jordanië · Koeweit · Kirgizië · Laos · Libanon · Macau · Maleisië · Maldiven · Mongolië · Myanmar · Nepal · Noord-Korea · Oezbekistan · Oman · Oost-Timor · Pakistan · Palestina · Qatar · Saoedi-Arabië · Singapore · Sri Lanka · Syrië · Tadzjikistan · Taiwan · Thailand · Turkmenistan · Verenigde Arabische Emiraten · Vietnam · Zuid-Korea

CAF-zone: Algerije · Angola · Benin · Botswana · Burkina Faso · Burundi · Centraal-Afrikaanse Republiek · Comoren · Congo-Brazzaville · Congo-Kinshasa · Djibouti · Egypte · Equatoriaal-Guinea · Eritrea · Ethiopië · Gabon · Gambia · Ghana · Guinee · Guinee-Bissau · Ivoorkust · Kaapverdië · Kameroen · Kenia · Lesotho · Liberia · Libië · Madagaskar · Malawi · Mali  ·Mauritanië · Mauritius · Marokko · Mozambique · Namibië · Niger · Nigeria · Oeganda · Rwanda · Sao Tomé en Principe · Senegal · Seychellen · Sierra Leone · Soedan · Somalië · Swaziland · Tanzania · Togo · Tsjaad · Tunesië · Zambia · Zimbabwe · Zuid-Afrika

CONCACAF-zone: Amerikaanse Maagdeneilanden · Anguilla · Antigua en Barbuda · Aruba · Bahama's · Barbados · Belize · Bermuda · Britse Maagdeneilanden · Canada · Kaaimaneilanden · Costa Rica · Cuba · Dominica · Dominicaanse Republiek · El Salvador · Frans Guyana · Grenada · Guadeloupe · Guatemala · Guyana · Haïti · Honduras · Jamaica · Martinique · Mexico · Montserrat · 
Nicaragua · Panama · Puerto Rico · Saint Kitts en Nevis · Saint Lucia · Saint Vincent en de Grenadines · Sint Maarten · Suriname · Trinidad en Tobago · Turks- en Caicoseilanden · Verenigde Staten

CONMEBOL-zone: Argentinië · Bolivia · Brazilië · Chili · Colombia · Ecuador · Paraguay · Peru · Uruguay · Venezuela

OFC-zone: Amerikaans-Samoa · Cookeilanden · Fiji · Nieuw-Caledonië · Nieuw-Zeeland · Papoea-Nieuw-Guinea · Samoa · Salomoneilanden · Tahiti · Tonga · Vanuatu

UEFA-zone: Albanië · Andorra · Armenië · Azerbeidzjan · België · Bosnië en Herzegovina · Bulgarije · Cyprus · Denemarken · Duitsland · Engeland · Estland · Faeröer · Finland · Frankrijk · Georgië · Griekenland · Hongarije · IJsland · Ierland · Israël · Italië · Kazachstan · Kroatië · Letland · Liechtenstein · Litouwen · Luxemburg · Macedonië · Malta · Moldavië · Montenegro · Nederland · Noord-Ierland · Noorwegen · Oekraïne · Oostenrijk · Polen · Portugal · Roemenië · Rusland · San Marino · Schotland · Servië · Servië en Montenegro · Slovenië · Slowakije · Spanje · Tsjechië · Turkije · Wales · Wit-Rusland · Zweden · Zwitserland